# Národní hnutí pro rozvoj společnosti
Národní hnutí pro rozvoj společnosti (francouzsky Mouvement National pour la Société du Développement, MNSD) je politická strana v Nigeru. Založena byla v období vlády vojenského režimu a v letech 1989 až 1993 a opět v letech 1999 až 2010 byla vládnoucí stranou v zemi, a to až do státního převratu dne 18. února 2010, během něhož byl sesazen prezident Mamadou Tandja Nejvyšší radou pro obnovení demokracie.

## Historie

### 20. století
Politická strana Národní hnutí pro rozvoj společnosti byla založena v roce 1989 prezidentem Alim Saibouem a stala se jedinou legální politickou stranou v Nigeru. Režim se však na konci roku 1990 podřídil studentským požadavkům na zavedení demokratického systému s více stranami.
V roce 1991 se ve straně objevily dvě frakce. Jednu vedl Mamadou Tandja a druhou Moumoni Adamou Djermakoye. Oba byli důležitými představiteli režimu Seyniho Kountché. Na sjezdu strany v březnu 1991, si Saibou udržel pozici předsedy strany, ale na dalším sjezdu v listopadu téhož roku byl předsedou zvolen Tandja. Generálním tajemníkem strany se stal Hama Amadou. Tato změna ve vedení vedla k odklonu od tradiční dominance etnické skupiny Džermů. Djermakoye stranu opustil a založil vlastní Nigerskou alianci pro demokracii a pokrok.
Kandidátem MNSD v prezidentských volbách v roce 1993 byl Mamadou Tandja, který první kolo těchto voleb vyhrál se ziskem 34,28 % hlasů. Ve druhém kole však byl poražen kandidátem Demokratické a sociální konvence Mahamanem Ousmanem, kterého podpořila Aliance sil změny. Přestože strana v parlamentních volbách v roce 1993 získala 29 křesel a stala se tak nejsilnější stranou, po volbách skončila v opozici, protože strany koalice Aliance sil změny držely většinu křesel v parlamentu. V roce 1995 se však konaly předčasné volby, v nichž strana obhájila svých 29 křesel a jako nejsilnější strana vytvořila koalici s Nigerskou stranou pro demokracii a socialismus a s jednou další menší stranou. Hama Amadou z MNSD se poté stal předsedou vlády. Následná politická situace byla výrazně poznamenána soupeřením mezi předsedou vlády a prezidentem Ousmanem a v lednu 1996 došlo ke státnímu převratu, který vedl generál Ibrahim Baré Maïnassara.
V prezidentských volbách v roce 1996 Tandja opět neúspěšně kandidoval a skončil na třetím místě se ziskem 15,65 % hlasů. Spolu s dalšími opozičními stranami seskupenými do hnutí Fronta za obnovení a obranu demokracie, MNSD bojkotovala parlamentní volby konané v listopadu 1996.
Další státní převrat v dubnu 1999 vedl k všeobecným volbám konaným koncem roku. V prezidentských volbách v roce 1999 zvítězil kandidát MNSD Mamadou Tandja, když ve druhém kole porazil Mahamadoua Issoufoua. I nadále MNSD zůstávala nigerskou nejsilnější stranou se 38 z 83 křesel v Národním shromáždění a ve vládní koalici se stranou Demokratické a sociální konvence získala parlamentní většinu. Díky tomu se Amadou opět stal předsedou vlády. Jako prezident byl Tandja nucen vzdát se pozice předsedy MNSD. Jako prozatímní vůdce působil Hamidou Sékou. Tuto pozici zastával do prosince 2001, kdy byl novým předsedou strany zvolen Hama Amadou.

### 21. století
Ve všeobecných volbách v roce 2004 Tandja obhájil post prezidenta, když ve druhém kolem porazil Issoufoua. Všichni prezidentští kandidáti, kteří vypadli v prvním kole podpořili ve druhém kole Tandju. Během stejných voleb získala MNSD 47 ze 113 křesel v rozšířeném Národním shromáždění. I po těchto volbách zůstal Amadou předsedou vlády, ale jeho vládě byla 31. května 2007 vyslovena nedůvěra a na začátku června jmenoval Tandja za jeho nástupce na postu předsedy vlády Seyniho Oumaroua. Amadou byl v červnu 2008 zatčen za údajnou zpronevěru. Následně vzrostlo napětí mezi podporovateli Amadoua a Tandjy.
Navzdory rozkolu ve straně si uvězněný bývalý premiér Hama Amadou udržel pozici předsedy MNSD. Generálním tajemníkem v té době byl jeho spojenec Habi Mahamadou Salissou. Počátkem roku 2009 však byl funkce předsedy zbaven během mimořádného sjezdu strany konaném 21. února 2009 v Zinderu. Ve funkci předsedy strany jej nahradil Seyni Oumarou. Generálním tajemníkem strany byl zvolen ministr vnitra Albadé Abouda.
Dne 26. dubna 2009 se předsednictvo strany rozhodlo vyloučit ze strany osm členů, včetně pěti poslanců Národního shromáždění za jejich „nedisciplinované chování“. Všichni vyloučení byli stoupenci Amadoua. Dne 14. května 2009 přijalo Národní shromáždění pět náhradníků zvolených vládnoucí stranou.
V říjnu 2009 se v Nigeru konaly parlamentní volby. Prezidentské volby byly odloženy po kontroverzním referendu, které prodloužilo funkční období úřadujícího prezidenta Tandjy. Tyto parlamentní volby bojkotovalo několik opozičních stran a vládnoucí strana MNSD v nich získala absolutní většinu, 76 ze 113 křesel. Tadja byl sesazen vojenským pučem dne 18. února 2010. V roce 2011 se konaly všeobecné volby. V těchto volbách byl prezidentským kandidátem MNSD Oumarou, který v nich však prohrál. MNSD ztratila i většinu v Národním shromáždění a získala 25 křesel.
Ve všeobecných volbách konaných v roce 2016 Oumarou opět kandidoval na post prezidenta, ale ani v těchto volbách neuspěl. MNSD se poté účastnila opozičního bojkotu druhého kola prezidentských voleb. V Národním shromáždění strana ztratila pět křesel oproti předchozím volbám v roce 2011. V srpnu 2016 oznámil Oumarou, že MNSD se připojuje ke koalici stran „podporujících prezidenta“. Po tomto kroku byla MNSD přizvána do vlády a Oumarou byl v říjnu 2016 jmenován vysokým představitelem prezidenta Issoufoua.
V březnu 2019 byl vybrán opět Oumarou za prezidentského kandidáta do voleb konaných v roce 2020. Oumarou se i přes svou kandidaturu nevzdal své vysoké funkce u úřadujícího prezidenta. Strana byla posléze názorově rozpolcená mezi zastánce spojenectví s vládnoucí stranou a mezi stoupence názoru odejít do opozice. Oumaru v prezidentských volbách neuspěl a pohoršila si i MNSD, která se ziskem 6,77 % hlasů získala v parlamentu 13 křesel.

## Volební výsledky

### Prezidentské volby
| Rok voleb | Stranický kandidát | První kolo | První kolo | Druhé kolo | Druhé kolo | Výsledek |
| Rok voleb | Stranický kandidát | Hlasy      | %          | Hlasy      | %          | Výsledek |
| --------- | ------------------ | ---------- | ---------- | ---------- | ---------- | -------- |
| 1989      | Ali Saibou         | 3 316 182  | 99,6 %     | -          | -          | zvolen   |
| 1993      | Mamadou Tandja     | 443 233    | 34,22 %    | 639 418    | 45,58 %    | nezvolen |
| 1996      | Mamadou Tandja     | 378 322    | 15,65 %    | -          | -          | nezvolen |
| 1999      | Mamadou Tandja     | 617 320    | 32,33 %    | 1 061 731  | 59,89 %    | zvolen   |
| 2004      | Mamadou Tandja     | 991 764    | 40,67 %    | 1 509 905  | 65,53 %    | zvolen   |
| 2011      | Seyni Oumarou      | 766 215    | 23,23 %    | 1 299 436  | 41,96 %    | nezvolen |
| 2016      | Seyni Oumarou      | 563 613    | 12,12 %    | -          | -          | nezvolen |
| 2020–21   | Seyni Oumarou      | 428 083    | 8,95 %     | -          | -          | nezvolen |

### Parlamentní volby
| Rok voleb | Předseda strany | Hlasy     | %       | Získaná křesla | +/- |
| --------- | --------------- | --------- | ------- | -------------- | --- |
| 1989      | Ali Saibou      | 3 316 182 | 99,6 %  | 93/93          | ▲93 |
| 1993      | Mamadou Tandja  | 383 921   | 30,65 % | 29/83          | ▼64 |
| 1995      | Mamadou Tandja  | 467 080   | 32,30 % | 29/83          | -   |
| 1996      | Mamadou Tandja  | bojkot    | bojkot  | 0/83           | ▼29 |
| 1999      | Mamadou Tandja  | 611 097   | 34,65 % | 38/83          | ▲38 |
| 2004      | Mamadou Tandja  | 849 365   | 37,13 % | 47/113         | ▲9  |
| 2011      | Seyni Oumarou   | 664 525   | 20,57 % | 25/113         | ▼51 |
| 2016      | Seyni Oumarou   | 488 584   | 10,26 % | 20/171         | ▼5  |
| 2020–21   | Seyni Oumarou   | 319 189   | 6,77 %  | 13/171         | ▼7  |